# 大分放送
株式會社大分放送（日语：／ Ōita Hōsō */?），通稱大分放送，簡稱OBS，是日本的一家以大分縣為放送範圍的廣電兼營台。大分放送的廣播服務於1953年10月1日開播，識別呼號為JOGF，是JRN和NRN聯播網成員。電視服務於1959年10月1日開播，電視識別呼號為JOGF-DTV，遙控器號碼是3頻道，是JNN聯播網成員。

## 資本構成
下表列出2015年3月31日時大分的主要股東:448：
| 資本金        | 授權資本 | 每股價值 | 發行股份總數 | 股東數 |
| ------------- | -------- | -------- | ------------ | ------ |
| 2億6000萬日元 | 5億日元  | 500日元  | 520,000股    | 131    |

| 股東                 | 持股數   | 比例   |
| -------------------- | -------- | ------ |
| 大分縣政府           | 64,000股 | 12.30% |
| 大分合同新聞社       | 50,600股 | 09.73% |
| 大分放送文化振興財團 | 49,000股 | 09.42% |
| 首藤伊佐樹           | 32,000股 | 06.15% |
| 大分銀行             | 26,000股 | 05.00% |
| 常葉百貨店           | 24,000股 | 04.61% |
| 永田悠三郎           | 20,000股 | 03.84% |
| 豐和銀行             | 18,000股 | 03.46% |
| 大分市政府           | 12,000股 | 02.30% |
| 別府市政府           | 12,000股 | 02.30% |

## 歷史

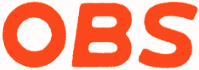
大分放送舊商標

1950年「電波三法」（《電波法》、《放送法》、《電波監理委員會設置法》）通過之後，電波監理委員會秉持「一地一台」的原則，在日本的14個地區發布了16張民營電台的播出執照:3。大分縣內亦出現以大分合同新聞社為中心的民營廣播設立運動。1953年2月，以大分合同新聞社為首的大分縣政、財各界舉辦「大分電台設立準備會」，並向郵政省提出播出執照申請:6。同年7月15日，大分電台（ラジオ大分）舉辦創立總會，並於7月20日完成登記:7。同時大分電台在大分市高松購買土地，修建總部大樓:8。在8月14日獲得預備執照後:8-9，大分電台在9月20日開始進行試播:10。
7月20日，大分電台正式設立，並在同年10月1日早晨5時30分開始播出廣播節目，成為日本第23家民營廣播電台和九州第三家民營廣播電台:14。在開播第一個半年，大分電台就實現了盈利:19。1956年，大分電台中津市設立放送局，令大分縣北部亦開始能收聽大分電台的節目:26。
1956年2月，大分電台申請獲得電視播出執照:28。為滿足播出電視所需的硬體條件，大分電台在大分市今津留購買土地，用於修建新總部。這座建築高兩層，總樓面面積2,310平方公尺:28。同年10月22日，大分電台獲得電視播出執照:28。1959年9月17日，大分電台電視開始進行試播:41。10月1日11時54分，大分電台正式開始播出電視節目:45。在開播同時，大分電台電視決定加入JNN聯播網，以降低節目和新聞調達成本並強化競爭力:42。開播初期的大分電台每日播出5小時的電視節目，除了東京電台電視台的節目之外，亦播出少量日本教育電視台和日本電視台的節目:46。隨著電視營業額快速超過廣播，大分電台在1961年將公司名改為大分放送:50。大分放送在1950年代後期至1960年代中期修建了五處員工住宅，提高員工的福利水準:111。
1960年代初期，大分放送在佐伯、津久見、竹田等地開設轉播站，並延長每日的電視播出時間:52。據1960年大分縣的首次收視率調查，大分放送在黃金時段取得70%的佔有率，對NHK取得壓倒性收視率優勢:54。但和電視廣告收入快速增加的同時，大分放送的廣播收入則轉入減少:55-56。1966年，大分放送全面轉播了第21屆國民體育大會:80-83。翌年開始，大分放送和九州的其他JNN加盟台共同製作紀錄片節目《九州再發現》。這一九州地區的JNN加盟台共同製作紀錄片的傳統延續至今:67-68。1965年，大分放送在總部內修建員工會館，在兩年後又對總部進行了擴建，改善了職工的工作環境:111-112。
1966年10月，大分放送開始播出彩色電視節目:85。1969年，大分放送新館竣工，內設面積達270平方公尺的A攝影棚，令大分放送的電視節目製作環境大幅提高:88。翌年大分放送電視實現全天無中斷播出電視節目，並且黃金時段節目100%彩色化:89。1970年，隨著大分電視台（TOS）開播，大分放送進入競爭時代:109。對此大分放送開始進入住宅等業界，開拓廣告以外收入:109-110。1972年，大分放送前往巴西拍攝紀錄片，是大分放送的首次海外取材:131-132。大分放送在1976年開始實施週休二日制，是大分縣第一家實施週休二日制的廣播公司:151。1977年，大分放送導入電子新聞採集（ENG）系統，令新聞採訪編輯效率大幅提高:176。
大分放送在1979年全程轉播了別府大分毎日馬拉松，是日本民營電視台首次全程轉播馬拉松賽事:172-173。大分放送積極參與大分本地的文化事業。1980年12月，大分放送出版了《大分百科事典》，收錄了約6,000個有關大分縣各領域的條目。此後大分放送亦出版了眾多有關大分縣文化的書籍:182。1982年，大分放送的年營業額超過50億日元:183-184。同年大分放送還是第30屆日本民間放送大會的主辦單位之一:201-202。1984年，大分放送和中國武漢電視台簽訂了友好台協議，是日本第三家和中國的電視台簽訂合作協議的民營電視台:185-186。1988年，大分放送總部再次進行擴建，層數增加到5層，總樓面面積也增加到6,057平方公尺:213。
1989年，大分放送導入了衛星新聞轉播（SNG系統）:220-221，並在同年7月開始播出立體聲電視節目:221-222。大分放送在1990年至1991年修建了報道中心大樓，新設面積約100平方公尺的新聞攝影棚:223-224。大分放送在1990年代繼續加強國際化，在1992年和美國KHOU電視台簽訂姊妹台協議:249-250。但在1990年代初期，由於大分縣第三家民營電視台大分朝日放送（OAB）開播的影響，大分放送的收視率出現明顯下降:255-256。1996年，大分放送開設了官方網站:328。
為了適應數位電視時代的設備需求，大分放送在2000年決定在總部現址就地修建新總部大樓，並在2003年動工:342-344。2008年3月，大分放送新總部竣工，總樓面面積3,212.4平方公尺。2006年12月1日，大分放送開始播出數位電視訊號，並在2011年7月24日停播類比電視。

## 廣播部門
在開播當時，大分電台每日播出18小時的節目，其中10小時是自製的地方節目:18。在開播初期，歌謠曲節目是大分電台的招牌節目，點歌節目《歌之花籃》（歌の花かご）在1960年代曾連續3年獲得收聽率冠軍:21。在電視崛起之後，為了重新獲得聽眾，大分放送電台在1962年10月開始播出大型直播節目《3時你好》（3時です、こんにちは），包括音樂、資訊等多樣內容:62。
1965年，大分放送廣播加入JRN聯播網:114。在1960年代後期，大分放送廣播成功獲得年輕聽眾，廣告收入也呈現恢復態勢:118。1969年元旦，大分放送廣播實現首次24小時播出:119-120。1979年，大分放送廣播加入NRN聯播網，得以播出《All Night-NIPPON》等年輕聽眾中的人氣節目:166-167。1979年開始，大分放送每年秋季舉辦OBS廣播祭（OBSラジオまつり），令聽眾有更多機會直接參與廣播節目:169。

## 電視部門
大分電台電視在開播時即每日播出三節由大分合同新聞製作的地方新聞，每次播出5分:46。1961年，大分放送開始自製新聞節目:58-59。1964年，大分放送實現首次縣議會電視直播:63。1969年，大分放送自製的地方新聞節目實現彩色化:87。同年大分放送在每週五正午播出《大分12時》（おおいた12時）節目，報道大分縣內新聞，獲得過超過20%的高收視率:101。1976年，大分放送開始在週一至週五18時播出30分的《OBS6點新聞》（OBSニュース6），實現傍晚自製新聞的大型化。該節目播出了11年，平均收視率超過20%，在當時的JNN各台中和IBC、NBC並列為最高水準:157-158。1987年，該節目被一小時的新節目《今日大分》（Todayおおいた）取代:198-199。但《今日大分》只播出了一年半就被《OBS新聞線》取代:199-200。現在大分放送中傍晚播出的帶狀地方新聞節目是《OBS晚間新聞》，自2010年開始播出。
1981年，大分放送開始在週一至週五上午播出主婦向帶狀資訊節目《你好大分》（こんにちはおおいた），也是大分放送第一個55分帶狀節目:157-189。《你好大分》在1985年被《清爽廣角930》（さわやかワイド930）替代:195。1995年，大分放送在週六上午播出自製資訊節目《酸橙時間》並取得收視成功，是播出至今的長壽節目:263-264。2001年開始，大分放送在週一至週五上午播出30分的帶狀資訊節目《早安Nice Catch》，在第一年就取得過10.6%的高收視率:297，並且持續播出至今。《旬感!3ch》則是現在大分放送唯一在黃金時段播出的大型自製節目，每月在週三19時播出一次。

## 外部連結
- OBS大分放送 （页面存档备份，存于）（官方網站）
  - OBS大分放送的Facebook專頁
  - YouTube上的OBS大分放送官方頻道
- Oita Broadcasting System （页面存档备份，存于） - TMDb

### 電視
- OBS大分放送的X（前Twitter）

### 廣播
- OBS電台的X（前Twitter）
- OBS電台【官方】的Instagram帳戶